# プロジェクト
プロジェクト（英語: project）は、何らかの目標を達成するための計画を指す。基本的に集団で大がかりに実行するものを指す。語源はラテン語の pro + ject で、意味は「前方（未来）に向かって投げかけること」である。

## PMIのPMBOK
プロジェクトマネジメント協会が制定しているPMBOK（第5版）の定義では、「プロジェクトとは、独自のプロダクト、サービス、所産を創造するために実施する有期性のある業務」とされている。つまり、会社などの通常業務や、継続的な運用管理、あるいは改善活動などは、特に開始と終了が定義されていないので、「プロジェクト」とは呼ばない。ただし、特定の期限までに特定の建築を行う、製品を開発する、システムを構築する、などは個々のプロジェクトになりうる。
複数のプロジェクトを「プログラム」と呼び、全体管理や全体最適を含む複数プロジェクトの管理を「プログラムマネジメント（プログラム管理）」と呼んでいる。

## ソフトウェア開発
ソフトウェア開発における統合開発環境では、複数のソースファイルやリソースファイル、設定ファイル等を「プロジェクト」としてまとめ、一括管理できるようにしている。

## ロシア語での用法
英語の project（プロジェクト）と同語源のロシア語の単語 прое́кт（プロエクト）は、多くの場合「計画」や（日本語の）「プロジェクト」（大規模な計画）という意味ではなく、「設計」または「設計図」という意味で用いられる。ロシア語では、日本語の「計画」に当たる意味で用いられるのは план （プラン、英語の plan と同語源）である。ただし、下に述べるような文脈によって逆の日本語訳が充てられることがある。
例えば、ロシア語で прое́кт корабля́ といえば「船の設計（図）」という意味であり、「船を建造する計画」のことではない。「船の設計（図）」を示すのに план は用いない。逆に、「船を建造する計画」には план を用い、 план строи́тельства корабля́ となる。このような「何かをする計画」の場合には план を用い、 прое́кт は用いない。
訳語が入れ替わるのは、「将来設計」（прое́кт бу́дущего ではなく план бу́дущего）のような、日本語の慣用上、語彙が決まっている場合である。日本語では「将来計画」とも言い換えられるのに、ロシア語では言い換えができない。「将来計画／将来設計」という慣用表現の意味が、「将来の設計図」（抽象的なものではなく、具体的に線を引いて作成される設計図）を作成することではなく、「将来どうするか計画を立てる」という意味だからである。

## 有名なプロジェクトの例
- マンハッタン計画（Manhattan Project、マンハッタンプロジェクト）
- ヒトゲノム計画（Human Genome Project、ヒューマンゲノムプロジェクト）
- アポロ計画（Project Apollo、プロジェクト・アポロ）